# Givanildo Oliveira
Givanildo José de Oliveira (Olinda, 8 de agosto de 1948) é um ex-treinador e ex-futebolista brasileiro que atuava como volante.
Está no topo da lista de técnicos com títulos estaduais na carreira: são 19 troféus por 10 times em seis estados diferentes. Também conquistou quatro títulos de caráter nacional e duas copas regionais. É o treinador brasileiro com mais títulos estaduais no século XXI (nove) e em mais times diferentes (oito), empatado, no primeiro caso, apenas com Vanderlei Luxemburgo.
Quando jogador foi pentacampeão pernambucano pelo Santa Cruz, de 1969 a 1973, jogando como ponta-esquerda, e ainda seria bicampeão, em 1978 e 1979. Além disso, é o recordista de partidas pelo Tricolor, com 599 jogos disputados, entre 1969 e 1979. Pelo Sport foi tricampeão do estado: 1980, 1981 e 1982; pelo Corinthians foi vice-campeão brasileiro em 1976 e campeão Paulista em 1977; pelo Fluminense foi campeão carioca em 1980. Ao lado de Quarentinha, Jorge Henrique e Durval, possui o recorde de estaduais como jogador: 12. Do conjunto, foi Giva o que conquistou a marca em menos tempo: 13 anos. Somando as funções de jogador e treinador possui 31 títulos estaduais, recorde absoluto.
Enquanto atleta do Santa Cruz, tornou-se o primeiro a jogar pela Seleção Brasileira atuando em clube do Nordeste. Seu sucesso em seu estado lhe rendeu o apelido de "Rei de Pernambuco".

## Carreira

### Como jogador
Começou no Santa Cruz, pelo qual foi pentacampeão pernambucano (1969–1973) e depois bicampeão (1978–1979). Foi um dos principais jogadores do Corinthians na conquista do Campeonato Paulista de 1977, tendo sido vice-campeão brasileiro em 1976, sendo titular na semifinal, contra o Fluminense, partida que ficou marcada pela "Invasão Corintiana" em pleno Maracanã, e na final, contra o Internacional.
Givanildo jogou também no próprio Fluminense (campeão carioca em 1980) e posteriormente foi contratado pelo Sport, por onde foi tricampeão pernambucano (1980–1982). Tendo como referencial sua carreira, foi pentacampeão pernambucano duas vezes: 1969 a 1973 e 1978 a 1982; como ganhou o Paulistão de 1977 e o Cariocão de 1980, formou-se um hepta pessoal de estaduais: 1977 a 1982, com duas conquistas em 1980.
O volante também representou a Seleção Brasileira e disputou 13 partidas pela Amarelinha, tendo participado do Torneio Bicentenário, em 1976, e das Eliminatórias para a Copa do Mundo FIFA de 1978.

### Como treinador
Comandou diversas equipes do norte-nordeste do país, com repetidas passagens por Sport, Santa Cruz e Paysandu.  
Conquistou 19 estaduais, sendo estes: oito Paraenses (cinco pelo Paysandu e três pelo Remo), cinco Pernambucanos (quatro pelo Sport e um pelo Santa Cruz), dois Cearenses (Ceará e Fortaleza: um cada), dois Alagoanos (CRB e CSA: um cada), um Baiano (Bahia) e um Mineiro (América). O Paysandu foi o time com que ganhou mais campeonatos estaduais (cinco) e títulos no geral (oito). É o maior campeão estadual do Pará e o segundo maior de Pernambuco.
Além do nível estadual, foi campeão regional em 1994 (Copa do Nordeste, pelo Sport) e 2002 (Copa Norte, pelo Paysandu), e nacional em 1997 (Série B, pelo América-MG), 2001 (Série B, pelo Paysandu), 2002 (Copa dos Campeões, pelo Paysandu) e 2009 (Série C, pelo América-MG), somando 25 títulos oficias na carreira de treinador.
Ficou marcado também pelos acessos de divisão no Campeonato Brasileiro.
Foi bicampeão paraense em 1993 e 1994, pelo Remo. Estas foram as primeiras conquistas do histórico pentacampeonato conquistado pelo Leão Azul na década de 1990.
Atuou no Santa Cruz, em que mantém a marca histórica de 45 jogos de invencibilidade no Estádio do Arruda.
Givanildo conquistou a temporada de 1997 do Campeonato Brasileiro da Série B, comandando o América-MG.
Conquistou, em 2002, pelo Paysandu, a tríplice coroa, constituída pelo Campeonato Paraense, Copa Norte e Copa dos Campeões (CBF). Esta última credenciou o Papão à Copa Libertadores da América de 2003, feito inédito até hoje entre times da Região Norte do Brasil.
Retornou ao América-MG em abril de 2009 para vencer o Campeonato Brasileiro da Série C, o segundo título nacional do América até então.
Foi contratado pelo Sport em novembro de 2009 para tentar levar o clube de volta à Série A do Campeonato Brasileiro. Saiu do Leão em 25 de maio de 2010, não sem antes levar o time ao título de pentacampeão pernambucano.
Acertou sua quarta ida ao Santa Cruz em 2010, para a disputa da Campeonato Brasileiro da Série D.
Foi anunciado novamente como técnico da Ponte Preta, após 17 anos, devido à demissão de Jorginho, para disputar o Campeonato Brasileiro da Série B.
Substituiu Paulo Comelli, no Remo, para o restante do Campeonato Paraense de 2011.
Givanildo foi contratado novamente pelo América-MG em agosto de 2011. O ponto marcante foi o jogo de estreia em que o Coelho bateu o Fluminense por 3 a 0, em partida válida pelo Campeonato Brasileiro.
Comandou o Paysandu na Série C, em 2012 e, no dia 2 de junho de 2013, foi anunciado para sua sétima passagem como técnico do Papão. Seu mau desempenho com a equipe culminou com a sua demissão no dia 28 de julho.
Em 5 de maio de 2014, o treinador foi anunciado pelo Treze.
Sua quarta passagem pelo América-MG ocorreu em 17 de setembro de 2014. O técnico brilhou ao comandar a reação do time, até então lanterna da série B, após perder 21 pontos no STJD. Sob o comando de Givanildo, o América engrenou na competição e chegou a brigar pelo acesso na última rodada. O bom trabalho garantiu a ele a renovação do vinculo com o Coelho para a temporada 2015.
O seu trabalho no primeiro semestre de 2015 pelo América foi fraco, em grande parte porque a diretoria do Clube impôs a utilização majoritária de jogadores da base americana. Porém, para a disputa do Campeonato Brasileiro da Série B, Givanildo trabalhou com novos jogadores contratados e obteve uma boa sequencia, coroada novamente pelo acesso ao Campeonato Brasileiro da Série A. Em jogo contra o Mogi Mirim, lançou Richarlison, então com 18 anos, para seu primeiro jogo no futebol profissional, tendo o atacante saído do banco e feito um gol.
A renovação do contrato com o Coelho foi feita para a temporada 2016. As mudanças bastante consideráveis em relação ao time da temporada anterior provocaram grandes dificuldades para obter uma classificação às semifinais do estadual. Entretanto, Givanildo levou o América a vencer o Cruzeiro no jogo de ida por 2 a 0, na Arena Independência, segurando um empate sem gols no jogo de volta no Mineirão. Veio a finalíssima em que o time bateu o Atlético por 2 a 1 no jogo de ida, também na Arena Independência, e empatou o jogo de volta por 1 a 1, calando os quase 50 mil atleticanos no Mineirão. Givanildo ficou consagrado junto da torcida americana, que, em festa, tomou conta das ruas de Belo Horizonte 15 anos depois do estadual de 2001.
A temporada do Campeonato Brasileiro da Série A prometia ser brilhante também em 2016, no entanto, em cinco jogos, ele obteve dois empates e três derrotas, um inicio irregular que levou o clube a anunciar o desligamento do treinador no dia 2 de junho. Curioso é notar que o seu desempenho como técnico do América-MG entre setembro de 2014 e junho de 2016 foi muito expressivo, com um aproveitamento de 60% dos pontos disputados. Foram 89 partidas, com 43 vitórias, 26 empates e 20 derrotas. 
Givanildo Oliveira é considerado o treinador mais vitorioso da história do América-MG, conquistando dois títulos nacionais, o Campeonato Brasileiro da Série B de 1997 e a Série C de 2009, além do título mineiro de 2016.
Assumiu o Náutico no dia 5 de setembro de 2016, na Série B do Campeonato Brasileiro. Após quase conseguir o tão sonhado acesso, deixou o clube no dia 2 de dezembro. Pelo Timbu foram 15 jogos com nove vitórias, dois empates e quatro derrotas.
Foi contratado pelo Ceará em fevereiro de 2017, sendo campeão estadual pela oitava vez no século XXI, ultrapassando Vanderlei Luxemburgo (que voltaria a empatar com Giva no mês seguinte), Muricy Ramalho e Maurício Simões.
Sua sexta passagem pelo Santa Cruz, onde é um dos maiores ídolos do clube como jogador e técnico, começou no dia 2 de julho de 2017, mas se encerrou com apenas duas vitórias, três empates e seis derrotas.
Em 27 de fevereiro de 2018, o Remo anunciou Givanildo Oliveira para seu quinto comando da equipe, com grandes objetivos no Paraense e na Série C. Com o 45° título Paraense da equipe, no início de abril, o técnico pernambucano voltou a se isolar, na época, como recordista nacional de estaduais no século XXI: nove. No geral ele continua como recordista isolado, tendo sido este seu título estadual número 19. Maurício Simões e Vanderlei Luxemburgo (que novamente empataria na estatística de troféus no século), com 14 taças, aparecem em segundo na lista.
Sua quinta passagem pelo América-MG começou no dia 11 de novembro de 2018, para as últimas cinco rodadas da Série A, tendo a missão de livrar o time do rebaixamento. A reestreia de Givanildo aconteceu na derrota por 2 a 0 contra o Internacional. As derrotas para Palmeiras e Fluminense (ambas fora de casa; rodadas 36 e 38), em que pese as vitórias contra Santos e Bahia (ambas na Arena Independência; rodadas 35 e 37), decretaram o rebaixamento do Coelho.
Em fevereiro de 2021, chegou a acertar com o America-RJ, mas um caso de COVID-19 na família o fez mudar de planos.
Ainda em 2021, teve breve passagem como diretor técnico pelo Santa Cruz, sendo contratado em fevereiro e deixando o clube em setembro.

## Acessos
É considerado "O Rei do acesso", por ter comandado várias equipes a subir de divisão:
(Sublinhado, casos de acesso com título)
- Para a Série A com o América-MG (1997)
- Para a Série A com o Paysandu (2001)
- Para a Série A com o Santa Cruz (2005)
- Para a Série A com o Sport (2006)
- Para a Série B com o América-MG (2009)
- Para a Série A com o América-MG (2015)

## Estatísticas como treinador
| América Mineiro (1997–1998) | 256 | 123 | 68 | 67 | 59,15% |
| Sport (1983–2010)           | 312 | 159 | 87 | 66 | 59,8%  |
| Atlético-PR (2006)          | 12  | 4   | 2  | 6  | 38,88% |
| Fortaleza (2004)            | 31  | 16  | 11 | 4  | 69,05% |
| América-RN (1999)           | 0   | 0   | 0  | 0  | 52,00% |
| Paysandu (2012)             | 194 | 100 | 49 | 45 | 65,02% |
| ABC (2012–2013)             | 28  | 7   | 5  | 6  | 48%    |
| Bahia (1995–1996)           | 0   | 0   | 0  | 0  | 18,51% |
| Treze (2014)                | 16  | 4   | 7  | 5  | 39,58% |
| Bragantino (1993)           | 0   | 0   | 0  | 0  | 0%     |
| Náutico (2016)              | 15  | 9   | 2  | 4  | 64,44% |
| Ceará (2017)                | 18  | 9   | 6  | 3  | 61,11% |
| Santa Cruz (2017)           | 11  | 2   | 3  | 6  | 27,27% |
| Remo (2018)                 | 14  | 8   | 1  | 5  | 59,52% |
| Ponte Preta (1993–2011)     | 0   | 0   | 0  | 0  | 0%     |

## Homenagens
O nome de batismo do atacante Hulk (n. 1986) é Givanildo, uma homenagem do pai, corinthiano, a Givanildo Oliveira, em razão da passagem deste pelo Corinthians na década de 1970.
Em 2016, foi homenageado pela FPF-PE com o Troféu Givanildo Oliveira, cujo vencedor é o time com melhor desempenho em Clássico das Multidões, que completava 100 anos, na temporada. O Sport levou.
Em 2019, recebeu o Título de Cidadão do Recife.

## Títulos como jogador
Santa Cruz
- Fita Azul: 1979
- Campeonato Pernambucano: 1969, 1970, 1971, 1972, 1973, 1976, 1978, 1979
- Taça Recife: 1971
- Torneio Início de Pernambuco: 1969, 1971, 1972, 1976

Corinthians
- Campeonato Paulista: 1977
- Taça Governador do Estado de São Paulo: 1977

Fluminense
- Campeonato Carioca: 1980
- Taça João Coelho Netto: 1980
- Troféu Rádio Globo: 1980

Sport
- Campeonato Pernambucano: 1980, 1981, 1982
- Torneio Internacional Leopoldo Casado: 1980
- Troféu Gilberto Freyre: 1982

Seleção Brasileira
- Copa Rio Branco: 1976
- Mundialito de Cáli: 1977
- Superclássico das Américas: 1976
- Taça do Atlântico: 1976
- Taça Oswaldo Cruz: 1976
- Torneio Bicentenário: 1976

## Títulos como treinador
CSA
- Campeonato Alagoano: 1982, 1990 e 1991

CRB
- Campeonato Alagoano: 1986 e 1987

Paysandu
- Campeonato Paraense: 1987, 1992, 2000, 2001, 2002 e 2013
- Copa Mais TV: 2001
- Campeonato Brasileiro - Série B: 2001
- Copa Norte: 2002
- Copa dos Campeões: 2002
- Taça Cidade de Belém: 2013

Santa Cruz
- Campeonato Pernambucano: 1990 e 2005
- Copa Pernambuco: 2010

Remo
- Campeonato Paraense: 1993, 1994, 2003, 2004 e 2018
- Torneio Pará-Ceará: 1994
- Taça Cidade de Belém: 2004
- Taça Estado do Pará: 2004

Sport
- Campeonato Pernambucano: 1991, 1992, 1994, 2006, 2009 e 2010
- Copa do Nordeste: 1994
- Taça Confederação do Equador: 2006 e 2009
- Taça Tabocas e Guararapes: 2009
- Troféu Centenário do Clássico dos Clássicos: 2009

América Mineiro
- Campeonato Brasileiro - Série B: 1997
- Campeonato Brasileiro - Série C: 2009
- Campeonato Mineiro: 2016

Náutico
- Campeonato Pernambucano: 2002

Fortaleza
- Campeonato Cearense: 2004

Vitória
- Campeonato Baiano: 2007

Brasiliense
- Campeonato Brasiliense: 2007

ABC
- Taça Cidade de Natal: 2012

Ceará
- Campeonato Cearense: 2017